# Bart Veldkamp
Bart Veldkamp (ur. 22 listopada 1967 w Hadze) – holenderski łyżwiarz szybki, startujący także w barwach Belgii. Trzykrotny medalista olimpijski, wielokrotny medalista mistrzostw świata oraz trzykrotny zdobywca Pucharu Świata.

## Kariera
Specjalizował się w długich dystansach. Pierwszy sukces osiągnął w 1990 roku, kiedy zdobył brązowy medal podczas wielobojowych mistrzostw świata w Innsbrucku. W zawodach tych wyprzedzili go jedynie Norweg Johann Olav Koss i kolejny Holender Ben van der Burg. Na rozgrywanych dwa lata później igrzyskach olimpijskich w Albertville zdobył złoty medal na dystansie 10 000 m. Na tych samych igrzyskach był też piąty w biegach na 1500 i 5000 m. W 1994 roku wystąpił na igrzyskach w Lillehammer, zajmując piąte miejsce w biegu na 5000 m i trzecie na 10 000 m. Uległ tam tylko dwóm Norwegom: Johannowi Olavowi Kossowi i Kjellowi Storelidowi. Był to ostatni medal zdobyty przez niego jako reprezentanta Holandii.
Po problemach z zakwalifikowaniem się na międzynarodową imprezę w barwach Holandii Veldkamp uzyskał belgijski paszport i od 1996 roku reprezentował Belgię. Pierwszy medal dla nowej ojczyzny zdobył w 1996 roku, zajmując drugie miejsce w biegu na 10 000 m podczas mistrzostw świata na dystansach w Hamar. Na rozgrywanych dwa lata później mistrzostwach świata w Calgary był trzeci na dystansie 5000 m, za Giannim Romme i Rintje Ritsmą. W 1998 roku brał też udział w igrzyskach w Nagano, zdobywając brązowy medal w biegu na 5000 m. Podobnie jak na MŚ w Calgary lepsi byli tylko Romme i Ritsma. Na tych samych igrzyskach był też między innymi czwarty na dystansie 10 000 m, w walce o medal lepszy był Rintje Ritsma. W 1999 roku zdobył srebrny medal w biegu na 5000 m podczas mistrzostw świata na dystansach w Heerenveen. Ostatnie medale wywalczył w 2001 roku, zajmując trzecie miejsce na wielobojowych mistrzostwach świata w Budapeszcie i drugie na mistrzostwach Europy w Baselga di Pinè. Startował także na igrzyskach w Salt Lake City w 2002 roku i rozgrywanych cztery lata później igrzyskach w Turynie, ale nie stawał na podium.
Wielokrotnie stawał na podium zawodów Pucharu Świata, przy czym odniósł 13 zwycięstw. W sezonach 1989/1990, 1992/1993 i 1998/1999 zwyciężał w klasyfikacji końcowej na 1500 m, w sezonach 1990/1991 i 1994/1995 zajmował trzecie miejsce.
W 1998 roku ustanowił rekord świata na dystansie 3000 m.
Po zakończeniu kariery pracował jako komentator dal telewizji. Jest też trenerem, szkolił między innymi Barta Swingsa.

### Mistrzostwa świata
- Mistrzostwa świata w wieloboju
  - brąz – 1991, 1992, 2001